# Bhaga
 (mars 2018).
Si vous disposez d'ouvrages ou d'articles de référence ou si vous connaissez des sites web de qualité traitant du thème abordé ici, merci de compléter l'article en donnant les références utiles à sa vérifiabilité et en les liant à la section « Notes et références ».
Dans le Rig Veda, Bhaga est l'un des Āditya, les fils d'Aditi. Il est, avec Aryaman, l'un des deux assistants de Mitra. Dieu souverain.

## Mythologie
Son nom est un substantif abstrait signifiant « Répartition ». 
Il est chargé de la juste répartition des richesses, conformément aux mérites de chacun. À ce titre, il est souvent invoqué dans les hymnes. Comme la déesse romaine Fortuna, généralement représentée les yeux bandés, Bhaga est aveugle (la faute en est attribuée à Virabhadra). Son nom serait également à rapprocher de Bhagavan et Bhagya ou Bhagadutt (Bhagdad), noms désignant Dieu et le destin.